# Шинний захист кінцівок

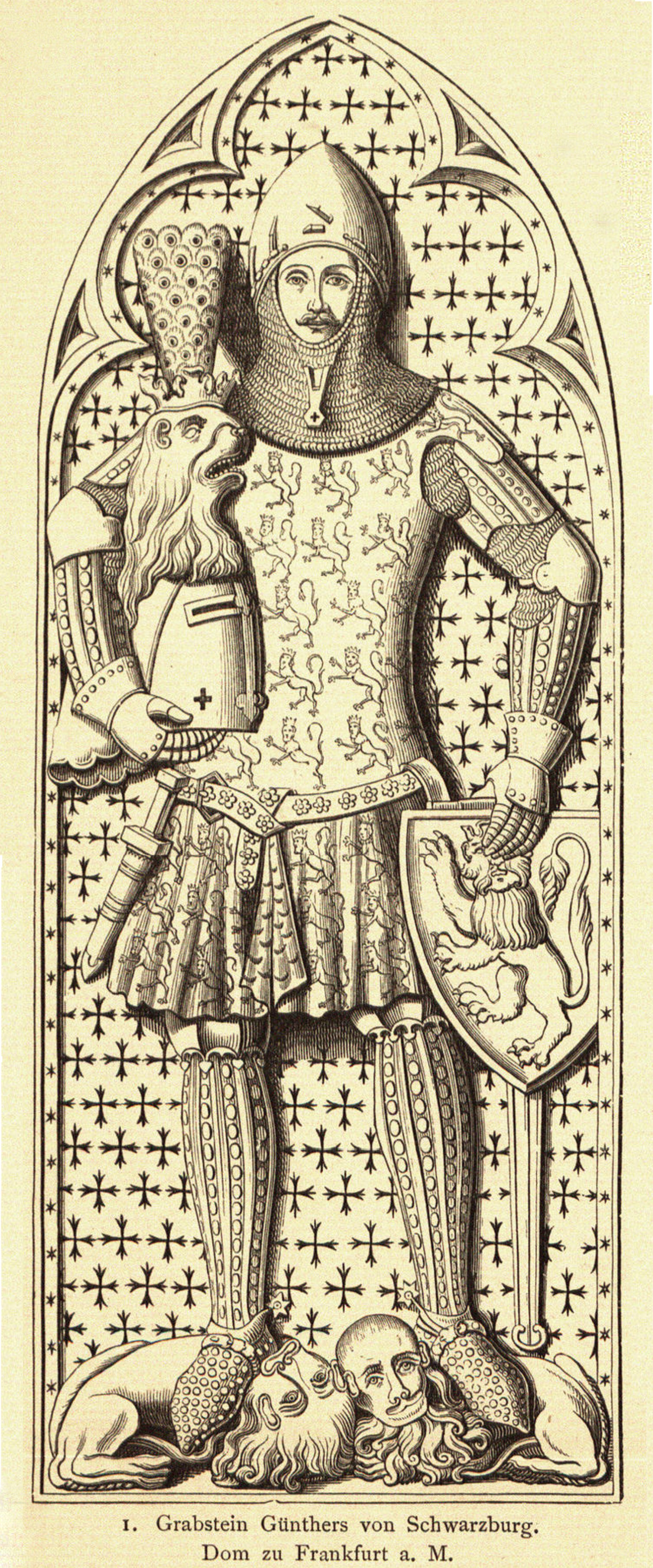
Шинно-Бригантиний обладунок Кайзера Гюнтера фон Шварцбурга (середина XIV століття)
Чи не найдорожчий, але дуже ошатний обладунок, пов'язаний з тим, що він був лицарем, якому пощастило стати Кайзером на рік (і не пощастило підозріло швидко померти «від довгої і тривалої „хвороби“» після воцаріння нового Кайзера)

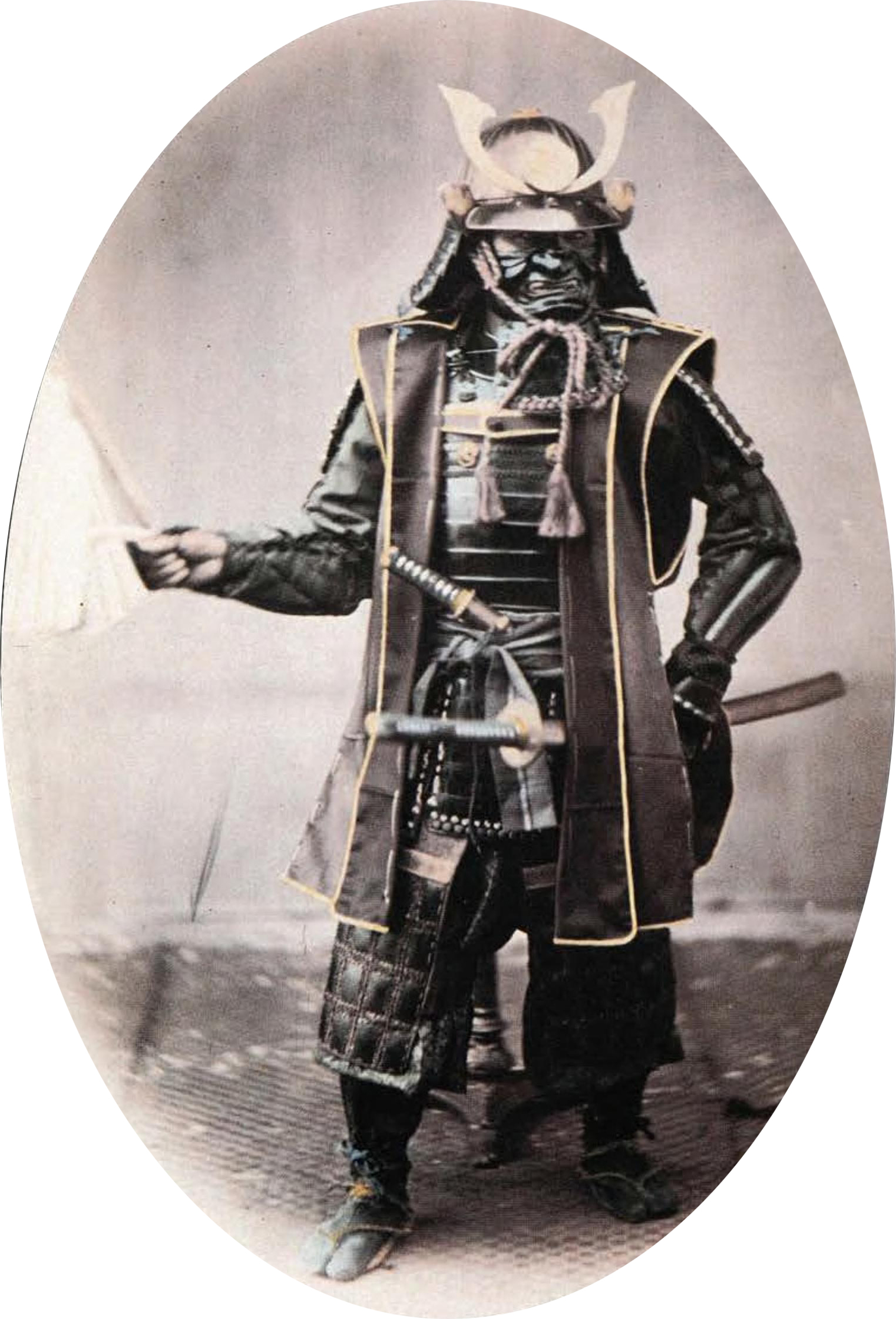
Самурай в обладунках з шинним захистом кінцівок

Шинний захист кінцівок — захист, що складається з поздовжніх смуг (шин) броні, зазвичай заклепаних до шкіряного поручі або наголіннику (в Японії зазвичай пришиті поверх японської кольчуги).
Як тип захисту корпусу подібна броня з поздовжніх смуг практично не зустрічалася, і тому подібний захист кінцівок поєднувався:
- в Західній Європі з бригантинним захистом корпусу (шинно-Бригантина обладунок);
- в Візантії і на Близькому Сході як з ламеллярним, так і з лускатим захистом корпусу;
- в Японії як з ламеллярним, так і з ламінарним захистом корпусу.

Жаргонна назва даного типу захисту серед реконструкторів: сплінти (від англ. splinted armor і англ. splint-and-stud armor (splint — шина, stud — заклепка)